# Romeu Evaristo
Romeu Evaristo Cabral (Rio de Janeiro, 25 de fevereiro de 1956) é um ator e futebolista brasileiro. Ficou conhecido por interpretar o Saci Pererê no seriado Sítio do Picapau Amarelo e o Angolano no humorístico Zorra Total. É pai da também atriz Dandara Mariana.

## Carreira

### Televisão
| Ano     | Título                   | Personagem                    | Nota                                      |
| ------- | ------------------------ | ----------------------------- | ----------------------------------------- |
| 1973    | João da Silva            | Alfredo                       |                                           |
| 1977–86 | Sítio do Picapau Amarelo | Saci Pererê                   |                                           |
| 1983    | Caso Verdade             | Adílio                        | Episódio: "Adílio, o Craque da Esperança" |
| 1986    | Hipertensão              | Sabiá                         |                                           |
| 1986    | Tele Tema                | Baterista                     | Episódio: "Os Lunáticos"                  |
| 1986–87 | Os Trapalhões            | Vários personagens            |                                           |
| 1988–89 | Chico Anysio Show        | Vários personagens            |                                           |
| 1988    | O Pagador de Promessas   | Menino                        |                                           |
| 1989    | Vale Tudo                | Bibinho                       |                                           |
| 1989    | Capitães da Areia        |                               |                                           |
| 1990    | Rainha da Sucata         | Cliente de La Budeguita       | Participação especial                     |
| 1991    | Meu Marido               | Pinduca                       |                                           |
| 1993    | Guerra sem Fim           | Cinderela                     |                                           |
| 1994    | Quatro por Quatro        | Tião Negão                    |                                           |
| 1996    | Xica da Silva            | Damião                        |                                           |
| 1997    | Vila do Tiririca         | Cosme                         |                                           |
| 1999–15 | Zorra Total              | Angolano / vários personagens |                                           |
| 2001    | A Turma do Pererê        | Pai do Nozito                 | Episódio: "Um Dia de Babá"                |
| 2010    | A Turma do Pererê        | Cipriano                      | Episódio: "A Redentora"                   |
| 2014    | Sexo e as Negas          | Pablo Carrillo                |                                           |
| 2016    | Mister Brau              | Dr. Lourenço                  | Episódio: "26 de julho"                   |
| 2018    | Xilindró                 | Tio Toinho                    | Episódio: "O Truqueiro"                   |
| 2018    | Treme Treme              | Seu Faísca                    | Episódio: "16 de julho"                   |
| 2019    | Bom Sucesso              | Fabrício Soares               |                                           |
| 2021    | Verdades Secretas II     | Criminalista Pontes           | Participação especial                     |
| 2022    | Cara e Coragem           | Dr. Ademar                    | Episódios: "22 de agosto–17 de outubro"   |
| 2022–25 | Encantado's              | Tião                          |                                           |

### Cinema
| Ano  | Título                         | Personagem   |
| ---- | ------------------------------ | ------------ |
| 1981 | Salut champion                 | Zezé         |
| 1982 | Rio Babilônia                  | —            |
| 1987 | Jubiabá                        | O Gordo      |
| 1990 | O Quinto Macaco                | Quarto Homem |
| 2000 | O Circo das Qualidades Humanas | Preto        |
| 2001 | Copacabana                     | Sebastião    |
| 2003 | O Homem do Ano                 | Pedrão       |
| 2003 | Garrincha - Estrela Solitária  | Suingue      |
| 2010 | Elvis & Madona                 | Vasco        |
| 2015 | Através da Sombra              | Argemiro     |
| 2017 | Os Parças                      | Mulumba      |
| 2021 | Doutor Gama                    | Santos       |
| 2021 | Noites de Alface               | Aníbal       |
| 2022 | Barba, Cabelo & Bigode         | Seu Luís     |